# Асаф Джах IV
Мир Фаркунда Али-Хан, также известен как Насир-ад-Давлах (25 апреля 1794 — 16 мая 1857) — четвертый низам Хайдарабада под именем Асаф Джах IV (24 мая 1829 — 16 мая 1857).
Родился под именем Фаркунда Али-Хан, сын Сикандера Джаха и Фазилатуннисы Бегум. Вступил на княжеский престол в 1829 году, унаследовав от отца финансово слабое государство. По его просьбе лорд Уильям Бентинк отозвал всех европейских суперинтендантов из гражданских департаментов и проводил политику невмешательства в дела княжества. Низам основал Хайдарабадскую медицинскую школу в 1846 году. Он также находился в долгах перед арабами, рохиллами и британцами. В 1853 году он подписал договор с британцами во время правления генерал-губернатора графа Дальхузи. Англичане согласились погасить все его долги в обмен на уступки части своей территории британцам.

## Ранняя жизнь
Насир-ад-Давлах родился как Мир Фархунда Али-Хан в Бидаре, в настоящее время штат Карнатака, Индия, 25 апреля 1794 года. Он был старшим сыном Сикандера Джаха (1768—1829), низама Хайдарабада (1803—1829). Матерью Назир-ад-Давлаха была Фазилатунниса Бегум, любимая жена его отца. Низамы были правителями Хайдарабада, крупнейшего княжеского государства Британской Индии.

## Правление
Отец Насира-ад-Давлаха Низам Сикандар Джах скончался 21 мая 1829 года. 24 мая того же года 35-летний Насир-ад-Давлах вступил на княжеский престол Хайдарабада. Он унаследовал финансово неблагополучное государство из-за нарушений со стороны помощника министра доходов Махараджи Чанду Лала.
После восшествия на престол, возможно, по совету Махараджи Чанду Лала, Насир-ад-Даула попросил лорда Уильяма Бентинка, генерал-губернатора Индии, чтобы резидент в Хайдарабаде сэр Чарльз Меткалф прекратил вмешиваться в дела, представляющие гражданский интерес. Генерал-губернатор ответил утвердительно, и европейские суперинтенданты из гражданских департаментов были удалены. На протяжении всего своего правления Бентинк придерживался политики невмешательства в дела Хайдарабадского княжества.
Из-за финансовых трудностей государства Насир-ад-Давлаху было трудно платить своей армии. Государство становилось все более и более зависимо от Великобритании. Он заложил часть своего королевства арабам и рохиллам. Мелкие джагирдары (феодальные землевладельцы) также заложили свои поместья, и в результате эти ростовщики контролировали значительную часть княжества, включая обширные районы Бхира и Османабада. Это делало заминдаров (аристократов) и крупных джагирдаров еще более высокомерными. В районе Хинголи английский резидент был вынужден отправить войска, чтобы подавить восстание.
Согласно записям того времени, во время правления Насира-ад-Даулы участились грабежи на дорогах, грабежи, убийства и захват земель, а взяточничество и коррупция стали обычным явлением. Заминдары эксплуатировали рабочих. Фатулла Хан, министр низама, сказал, что эти действия произошли из-за ухода британских офицеров.
В 1835 году Совет директоров Ост-Индской компании возмутился и написал британскому правительству, что в княжестве Хайдарабад был нарушен закон и порядок, и что они не могут игнорировать плохое правление. В ответ на это Насир-ад-Даула назначил некоторых государственных служащих в качестве доверенных лиц в различные районы княжества для наблюдения за деятельностью сотрудников налоговых органов, пресечения любых притеснений и отправления правосудия. Однако слуги были неграмотными мансабдарами (военными офицерами) низкого ранга, и эта система потерпела неудачу. Вместо этого эти слуги стали агентами талукдаров (помещичье дворянство), которые злоупотребляли ими для вымогательства денег у частных лиц. Четыре года спустя совет директоров Ост-Индской компании написал аналогичное письмо.
Младший брат Назира-уд-Даула, принц Мубарез-ад-Давлах (1798—1854), был вдохновлен ваххабитским движением в Индии. Он ненавидел британское присутствие в княжестве и якобы хотел свергнуть их и низама. Он заключил сделку с Расулом Ханом, навабом Карнула. С помощью своих агентов британский резидент в Хайдарабаде Джеймс Стюарт Фрейзер перехватил их планы, после чего обвинил Мубарака-ад-Давлаха в планировании заговора против Назира-ад-Даулы. 15 июня 1839 года Насир-ад-Даула отдал приказ о нападении на дворец Мубарез-ад-Давлаха, чтобы арестовать своего младшего брата. Принц Мубарез был арестован заключен в тюрьму в крепости Голконда, он оставался до своей смерти в 1854 году.
Под руководством премьер-министра Сирадж-уль-Мулька (до его смерти в 1853 году) и следующего премьер-министра Салара Джанга I Насир-ад-Даула создал современную систему управления доходами . Княжество было разделено на 16 округов, каждый из которых управлялся талукдаром, который отвечал за его судебную и гражданскую администрацию. В 1846 году Насир-ад-Давлах основал медицинскую школу Хайдарабада, которая в настоящее время известна как медицинский колледж Османия. Он был заинтересован в вербовке как мужчин, так и женщин для медицинской сферы.
К 31 декабря 1850 года долги низама Хайдарабада Насир-ад-Даула перед англичанами достигли 7 миллионов фунтов стерлингов (98 тысяч долларов США). К середине 1852 года он обнаружил, что ему трудно платить своим собственным офицерам. В 1853 году он подписал договор с британским правительством, во время правления генерал-губернатора графа Дальхузи. Согласно этому договору, англичане согласились погасить его долги в обмен на то, что низам Хайдарабада уступит британцам провинцию Берар. Взамен британцы заплатили офицерам низама.

## Смерть
16 мая 1857 года 63-летний низам Хайдарабада Насир-ад-Даула скончался. Он был похоронен в Мечети Мекка. Ему наследовал его сын Афзал-ад-Давлах (1827—1869) в качестве пятого низама Хайдарабада.

## Личная жизнь
У Насир-уд-Даула было две жены. Его первой женой была Наваб Дильвар ун-нисса Бегум Сахиба, дочь одного из младших офицеров его двора. Его вторая жена была дочерью офицера более низкого ранга, который работал в его дворце. Он был отцом двух сыновей — по одному от каждой жены. Афзал-ад-Даулах, родившийся в октябре 1827 года, был его сыном от Дильвар ун-ниссы Бегум. Рошан-ад-Давлах (1828—1870), родившийся в марте 1828 года, был его вторым сыном от его второй жены.